# Megachile distinguenda
Megachile distinguenda är en biart som beskrevs av Ruiz 1941. Megachile distinguenda ingår i släktet tapetserarbin, och familjen buksamlarbin. Inga underarter finns listade i Catalogue of Life.